# Kontradiktion
En kontradiktion er et udsagn, der modsiger sig selv. Det udtrykker forhold, der af logiske grunde ikke kan være sande på samme tid. Et eksempel kunne være "det er mørkt og lyst". Da begge dele ikke kan være sande på samme tid, er udsagnet en kontradiktion. Ifølge Aristoteles er princippet et logisk aksiom, da en benægtelse vil underbygge dets gyldighed. På dansk kaldes en kontradiktion også en absurditet, en  selvmodsigelse eller en modstrid.
Symbolsk er den typiske form af en kontradiktion {\displaystyle A\wedge \neg A}.
Det modsatte udsagn, der er sandt for alle tildelinger af værdier af udtrykket, kaldes en tautologi.

## Juridisk begreb
Begrebet kontradiktion anvendes også i den juridiske disciplin, forvaltningsret. Her betyder kontradition (ved høring af flere parter i en sag), at hver part får oplyst, hvad den anden part har sagt ved en partshøring. I straffeproces betyder kontradiktion, at politiet har pligt til at sende materiale til sigtedes forsvarer.